# Форталеза дель Серро
Форталеза-дель-Серро, также известная как Форт генерала Артигаса — крепость, расположенная в Монтевидео, столице Уругвая, с видом на залив Монтевидео. Занимает доминирующее положение на самом высоком холме департамента Монтевидео, широко известном как Серро-де-Монтевидео высотой 134 метров над уровнем моря.
Функцией форта была защита населения Монтевидео и его порта на Ла-Плата. Строительство форта было заказано губернатором Франсиско Хавьером де Элио в 1809 году и было завершено в 1839 году; это был последний испанский Форт, построенный в Уругвае. С 1916 года в нём располагается военный музей.

## История
Наблюдательный пункт на этом месте был построен испанцами в конце XVIII века. В 1802 его заменил маяк, а с 1809 по 1839 годы, чтобы укрепить оборону города после недавнего британского вторжения и для защиты маяка, по проекту военного инженера Хосе дель Поцо была построена крепость. Форт принял участие во многих исторических событиях и неоднократно захватывался разными сторонами. Маяк был частично отключен в 1832 году, а в 1843 году полностью разрушен во время Уругвайской гражданской войны. 16 июля 1852 был торжественно открыт новый маяк, построенный на месте предыдущего. В 1906 году начались работы по его улучшению и на 18 апреля 1907 года был введён в эксплуатацию современный маяк.
С 1931 года крепость является Национальным памятником, а с 1916 вмещает военный музей. В настоящий момент это известная достопримечательность среди туристов, посещающих город.